# Bert Snel
Bert Snel (Huizen, 1942) is een voormalig hoogleraar en partijvoorzitter van de Lijst Pim Fortuyn. 

## Biografie
Snel is gepromoveerd in de sociale wetenschappen en was als hoogleraar verbonden aan de Vrije Universiteit en de Universiteit van Amsterdam. Hij stond op de kandidatenlijst voor Leefbaar Nederland in 2002 en 2003 namens Leefbaar Nederland (LN) en de LPF en was verbonden aan de Stichting Wetenschappelijk Bureau van Leefbaar Nederland. Hij volgde Pim Fortuyn vanuit die partij en werd na het opheffen van LN in 2003 actief voor de Lijst Pim Fortuyn (LPF).
Het wetenschappelijk bureau van de LPF, de Prof. dr. W.S.P. Fortuyn Stichting, stond vanaf 2003 onder zijn leiding. Daarnaast werd hij in 2004 partijvoorzitter als opvolger van Sergej Moleveld tot de ontbinding van de partij per 1 januari 2008. 
Op 19 januari 2013 verschenen van zijn hand twee boeken, Pim 1 (Fortuyns werk en ideeën als socioloog en politicus tussen 1990 en zijn dood in mei 2002) en Pim 2 (over Fortuyn en de drie partijen waarvoor hij actief was: Leefbaar Nederland, Leefbaar Rotterdam en de LPF), die hij overhandigde aan oud-LN-voorzitter en voormalig staatssecretaris Fred Teeven.